# Lewis Clareburt
Lewis Clareburt (ur. 4 lipca 1999 w Wellington) – nowozelandzki pływak specjalizujący się w stylu zmiennym, mistrz świata i brązowy medalista igrzysk Wspólnoty Narodów.

## Kariera
W 2018 roku na igrzyskach Wspólnoty Narodów w Gold Coast zdobył brązowy medal na dystansie 400 m stylem zmiennym, ustanawiając nowy rekord swojego kraju (4:14,42).
Rok później, podczas mistrzostw świata w Gwangju w tej samej konkurencji wywalczył brązowy medal, z czasem 4:12,07 poprawiając rekord Nowej Zelandii. 